# Fundação SCP
A Fundação SCP é um site de escrita colaborativa, no estilo mocumentário, que registra as atividades da Fundação SCP ("Secure, Contain, Protect", do inglês, ou "Assegurar, Conter, Proteger" em português), uma organização fictícia responsável pela detecção e contenção de entidades, lugares e objetos que desafiam as leis da natureza chamados de "SCP" ("Procedimentos Especiais de Contenção", em tradução livre). A maioria do trabalho escrito no site consiste em relatórios que incluem, entre outros, "procedimentos especiais de contenção", onde cada um descreve um método de conter as SCPs.

## Descrição geral
A Fundação SCP é uma organização secreta confiada pelos governos de todo o mundo para conter e estudar indivíduos, entidades, locais, objetos e fenômenos anormais que desafiam as leis da natureza (que são sempre referidos como SCPs). Os objetos SCPs, se deixados fora de contenção, podem representar uma ameaça para os seres humanos — ou, pelo menos, para o senso de realidade e normalidade da humanidade.
A existência dos SCPs é mantida sob sigilo pela Fundação SCP para evitar pânico em massa e caos permitindo que a civilização humana funcione normalmente. Quando um SCP é descoberto, a Fundação SCP envia agentes para coletar e transportar o SCP para uma instalação da Fundação ou para contê-lo em sua localização de descoberta caso o transporte não seja possível. Uma vez que os SCPs são contidos, eles são estudados por cientistas da Fundação. Indivíduos adquiridos pela Fundação em prisões de segurança máxima e afins (denominados Classe-D) são utilizados para interagir com SCPs perigosos devido ao risco representado por esses SCPs e à capacidade de uso da Classe-D.
A Fundação SCP possui documentação para todos os SCPs sob sua custódia, que pode incluir ou vincular a relatórios e arquivos relacionados. Esses documentos descrevem os SCPs e incluem instruções para mantê-los em segurança.
Por uma questão de organização, liberdade criativa e capacidade de administração, a Fundação SCP também conta com "filiais" ou sites irmãos em diferentes línguas, administrados por suas próprias equipes administrativas e possuindo tanto traduções dos artigos da filial Anglófona (original, em inglês), quanto seus pŕóprios artigos originais, muitas vezes incluindo elementos folclóricos, históricos e culturais, como por exemplo a filial Lusófona (em português).

### Exemplos de SCPs contidos
- SCP-055: é algo que faz com que qualquer um que o examine esqueça as suas várias características, tornando-o indescritível exceto em termos do que não é.[4]
- SCP-087: é uma escada que aparenta descer infinitamente.[5] A escada é habitada por SCP-087-1, que é descrito como um rosto sem boca, pupilas ou narinas.[6]
- SCP-108: é um sistema de búnqueres nazistas que só são acessíveis através de um portal encontrado no nariz de uma mulher.[7]
- SCP-173: é uma estátua humanoide composta por vergalhões, concreto e tinta em spray Krylon.[4] Ele permanece estático quando é observado diretamente, mas ataca as pessoas quebrando o pescoço delas quando sai do seu campo de visão.[5]
- SCP-294: é uma máquina de café capaz de produzir qualquer coisa que exista ou possa existir em forma líquida.[5]
- SCP-682: é um criatura agressiva semelhante a um lagarto gigante cujo fator de cura regenerativo é tão potente que o torna imortal. a Fundação tentou exterminar a criatura de inúmeras maneiras, com praticamente todas elas resultando em fracasso.
- SCP-1171: é uma casa cujas janelas estão sempre cobertas por condensação; uma vez que é possível escrever no vidro dessas janelas através dessa condensação, é possível se comunicar com uma entidade extra-dimensional que também escreve nas janelas. Esta entidade tem uma hostilidade significativa em relação aos seres humanos, mas não tem consciência de que os membros da Fundação são seres humanos.[4]
- SCP-1609: é uma pilha de pedaços de madeira, pregos e restos de couro e tecido que se teletransporta para os pulmões de quem se aproxima de forma agressiva ou vestindo um uniforme. Anteriormente, era uma cadeira tranquila que se teletransportava para qualquer pessoa próxima que sentia que precisava se sentar, mas entrou em seu atual estado agressivo após ser inserido em um triturador de galhos por uma organização rival, a U.N. Global Occult Coalition (UNGOC ou GOC).[4] Serve como exemplo para mostrar o porquê da Fundação SCP não destruir as anomalias contidas.
- SCP-3008: é uma loja de móveis da IKEA cujo espaço interior é infinito sem limites físicos externos, fazendo com que todos aqueles que adentrem no local fiquem presos. Na loja, existe uma civilização rudimentar composta pelas pessoas que estão presas dentro dela.[8]

## Estilo de escrita
A grande maioria dos artigos tomam a forma de supostas instruções de contenção de determinadas anomalias, somadas a uma descrição clara e precisa das mesmas. Cada objeto recebe um número de identificação único, bem como uma classificação baseada primariamente na dificuldade de contenção da anomalia, porém que também pode incluir como parâmetro a periculosidade e o quão perceptíveis são seus efeitos para civis. Os artigos são escritos em tom pseudo-científico, com ocasionais informações sendo "censuradas".
Outros elementos notáveis dos artigos são a presença de Grupos de Interesse ou Pessoas de Interesse, organizações ou personagens com relevância para a história. Nos artigos mais recentes, vem-se adotando progressivamente um foco maior nas histórias (desenvolvidas através de adendos), e não às descrições, tendo em vista a criação de espécimes mais interessantes e cativantes.
As "filiais" ou sites irmãos da Fundação SCP têm uma base em comum na escrita, mas também podem possuir suas próprias derivações e características fundamentais de escrita, como por exemplo a filial Lusófona.